# Noord
Pour les articles homonymes, voir Noord.
Le Noord est une rivière néerlandaise, qui fait partie du delta du Rhin. 
Le Noord est situé dans la province de la Hollande-Septentrionale, entre l'île d'IJsselmonde à l'ouest et l'Alblasserwaard à l'est. Le Noord connaît une très importante navigation fluviale et fait partie des itinéraires fluviaux principaux de cette partie du pays.

## Géographie
La rivière relie le carrefour de la Vieille Meuse et de la Merwede inférieure près de Dordrecht avec, au nord de Ridderkerk, son confluent avec le Lek, d'où nait la Nouvelle Meuse. La direction du courant du Noord dépend de la marée.
Sur la rive est, l'Alblas, se jette dans le Noord au niveau d'Alblasserdam.
Sur la rive ouest, au nord de Hendrik-Ido-Ambacht, l'affluent le Waal, un ancien bras du grand Waal, est également connu sous le nom de petit Waal (Waaltje). Seule une petite partie du Waal se jette réellement dans le Noord depuis la construction d'un barrage en 1332.
Le Rietbaan est une déviation étroite du Noord au niveau de Hendrik-Ido-Ambacht. 
Entre le Noord et le Rietbaan se trouve l'île de Sophiapolder.

## Localités et industrialisation
Localités sur le Noord, du sud au nord : Zwijndrecht, Hendrik-Ido-Ambacht, Papendrecht, Alblasserdam, Kinderdijk et Ridderkerk.
Les berges du Noord ont hébergé beaucoup de chantiers navals, dont seule une partie subsiste.
Sur le Rietbaan se trouvent plusieurs chantiers de démolition de navires.
Il n'y a qu'un seul pont sur le Noord, servant essentiellement au trafic local, en revanche, deux tunnels permettent à l'autoroute A15 et au chemin de fer de la Ligne de la Betuwe d'assurer la liaison entre les deux rives.

## Source
- (nl) Cet article est partiellement ou en totalité issu de l’article de Wikipédia en néerlandais intitulé « Noord (rivier) » (voir la liste des auteurs).